# 伊達慎一郎
伊達 慎一郎（だて しんいちろう、1907年（明治40年）12月6日 - 1994年（平成6年）10月11日）は、日本の政治家、地方公務員、弁護士。島根県知事（1期）。知事退任後、弁護士に登録。

## 来歴・人物
島根県松江市生まれ。旧制松江高等学校を経て東京帝国大学法学部、大同学院を卒業。満洲国政府に勤務し、西安県副県長、鉄鋼司弁事などを歴任する。
終戦で引き揚げ、1947年（昭和22年）島根県職員となる。漁政、財政各課長、総務部長を経て、田部長右衛門知事の女房役として、1960年（昭和35年）から10年間副知事を務め、3期知事を務めた田部の後継者として選ばれ、1971年（昭和46年）4月の島根県知事選挙に立候補した。

### 島根県知事
島根県では田部家は圧倒的な政治力を誇っていたが、田部家の権勢を心よく思わない者にとっては、田部が選んだ後継者は、彼の傀儡に見えた。知事を退いても、なお県政を支配しようとしていると思えば、思えなくもない。そのために、"反田部"の声は自民党内にも沸いてきて、一大勢力となり、大橋武夫代議士が中心となって田部県政を批判し、島根の自民党は二つに割れ、大橋 - 田部の大戦争が繰り広げられることになった。
大橋が対立候補にと担いだのは、内務官僚出身の山野幸吉だった。山野は沖縄・北方対策庁長官からの転身で、佐藤内閣時代には沖縄返還にともなう復帰事務を担当した事務方の一人だった。大橋が担ぐ「山野候補」にただちに便乗したのが、島根県選出の自民党代議士、桜内義雄、細田吉蔵の二人である。かくして、山野派のスローガンは「だんさん政治の打破」となり、これは明確な田部県政批判だった。代議士の数から言えば、伊達陣営と山野陣営は1対3になる。田部といえども、きわめて苦しい選挙となった。
県知事選は表面上は反田部だったが、真正面から田部批判を繰り返したというよりも、本当の狙いは田部家の庇護の下に著しく勢力を伸ばしてきた竹下登に対する大橋たちの牽制にあったとも言われる。もっとも、大橋にしろ、細田にしろ、元来、田部の人脈の政治家である。しかし、知事選で負ければ、田部にとっても、田部家にとっても、その政治力が衰えた証になることは違いなかった。戦うからには、絶対負けられない戦いとなった。一時は、さすがの田部家「力」もここまでかと思える瞬間もあった。だが田部が伊達の手をとって街頭を歩くと、「だんさんが、あそこまでなされる」と県民は驚いた。当初、開票速報では山野の当確が伝えられた。しかし、山野陣営が万歳三唱をした後、山野の当確は取り消され、伊達が174票差の僅差で当選している。この結果は裁判で争われ、109票差と認定されたが伊達の勝利は変わらなかった。
知事時代は島根医科大学の誘致、福祉行政、豪雨災害などに手腕を発揮し、次期知事選にも自民党から立候補する意向を固めていた。しかし、前回の選挙で敗れた山野が雪辱を期して再出馬を表明し、市町村をはじめ、農協、漁協などの関係者から「遺恨試合は避けるべきだ」との声が高まったことを受け、「県政を混乱させたくない」と再出馬を断念した。
退任後、1977年（昭和52年）に弁護士登録した。
1994年10月11日、86歳で没。

## 略歴
- 東京帝国大学法学部、大同学院を卒業。
- 1947年 島根県職員となる。以後、漁政課長や総務部長などを歴任。
- 1960年 島根県副知事に就任。
- 1971年 島根県知事選挙に立候補して当選（1975年まで）。
- 1977年 弁護士登録。
- 1994年 死去。